# Лебёдка (приток Берикули)
Лебёдка — река в Кемеровской области России, левый приток Берикули. Устье находится в 12 км от устья по правому берегу Бериеуль. Протяжённость реки 36 км.

## Данные водного реестра
По данным государственного водного реестра России относится к Верхнеобскому бассейновому округу, водохозяйственный участок реки — Чулым от Ачинска до водомерного поста в селе Зырянском, речной подбассейн реки — Чулым. Речной бассейн реки — (Верхняя) Обь до впадения Иртыша.
Код водного объекта — 13010400212115200019191.